# Атлас, Захарий Вениаминович
Захарий Вениаминович Атлас (7 июня 1903, Астрахань — 1978) — советский экономист. Доктор экономических наук (1939), профессор (1939).

## Биография
Сын акушера-гинеколога Вениамина Сухеровича (Захаровича) Атласа (1869—?) и его жены Ревекки (Веры) Викторовны (1879—1954). Отец был вольнопрактикующим врачом в Астрахани, со специализацией в акушерстве и женских болезнях.
Окончил экономический факультет Донского государственного университета (Северо-Кавказский государственный университет) (1924) по специальности «внешняя торговля».
В 1925—1930 годах аспирант Института экономики РАНИОН (Российской ассоциации научно-исследовательских институтов общественных наук) и одновременно преподаватель в МГУ и других вузах.
В 1930—1933 годах доцент, и. о. профессора Торговой академии и Всесоюзной академии внешней торговли.
В 1933—1937 годах заведующий кафедрой «Денежное обращение и кредит», зав. аспирантурой Московского кредитно-экономического института.
В 1937—1948 годах старший научный сотрудник Института экономики Академии наук СССР.
Одновременно с 1937 года после ликвидации самостоятельной кафедры «Денежное обращение и кредит капиталистических стран» — и. о. профессора кафедры «Денежное обращение и кредит капиталистических стран и СССР» Московского кредитно-экономического института.
В начале 1939 г. учёным советом Института экономики Академии наук СССР З. В. Атласу присвоена степень доктора экономических наук за исследование на тему: «Денежное обращение и денежная политика советской власти (1917—1925)» (в сокращенном виде в 1940 г. опубликовано как книга «Очерки из истории денежного обращения в СССР»).
В 1935—63 заведующий кафедрой денежного обращения и кредита, а с 1963 профессор-консультант Московского финансового института.
С начала 1941 г. — член бюро экспертов Правления Госбанка СССР, где занимался проблемами финансирования войны. С апреля 1944 г. зав. кафедрой «Денежное обращение и кредит СССР» Московского финансово-экономического института. С октября 1946 г. в связи со слиянием Московского кредитно-экономического института и Московского финансово-экономического института — зав. кафедрой «Денежное обращение и кредит СССР и иностранных государств» Московского финансового института. В 1963 г. в связи с болезнью освобождён от должности зав. кафедрой МФИ и до 1977 г. работал на кафедре в должности профессора-консультанта.
Награждён медалями «За доблестный труд в Великой Отечественной войне. 1941—1945» и «В память 800-летия Москвы».

## Семья
Двоюродная сестра — Мариам Семёновна Атлас (1912—2006), доктор экономических наук, профессор.

## Сочинения
- Деньги и кредит (при капитализме и в СССР) : Ч. I. Теория денег. Денежные системы капитализма. Денежная система СССР. Ч. II. Теория кредита и банков. Банковые системы капитализма. Банковая система СССР. — М. ; Л. : Гос. изд-во, 1930. — 459 с., [1] с. объвл. : ил., черт., диагр., схем. — (Экономическая библиотека).
- Хозяйственный расчет и его роль в условиях Отечественной войны. — М. : Государственное издательство политической литературы, 1944. — 79 с
- Инфляция и валютный кризис в Англии после Второй мировой войны. — М. : Госфиниздат, 1949. — 164 с
- Социалистическая денежная система : Проблемы социалистического преобразования и развития денежной системы СССР. — М. : Финансы, 1969. — 384 с., 4 л. ил. : черт.
- Атлас З. В., Ионов В. Я. Эффективность производства и рентабельность предприятий. — М. : Мысль, 1977. — 196 с.